# 新豐郡

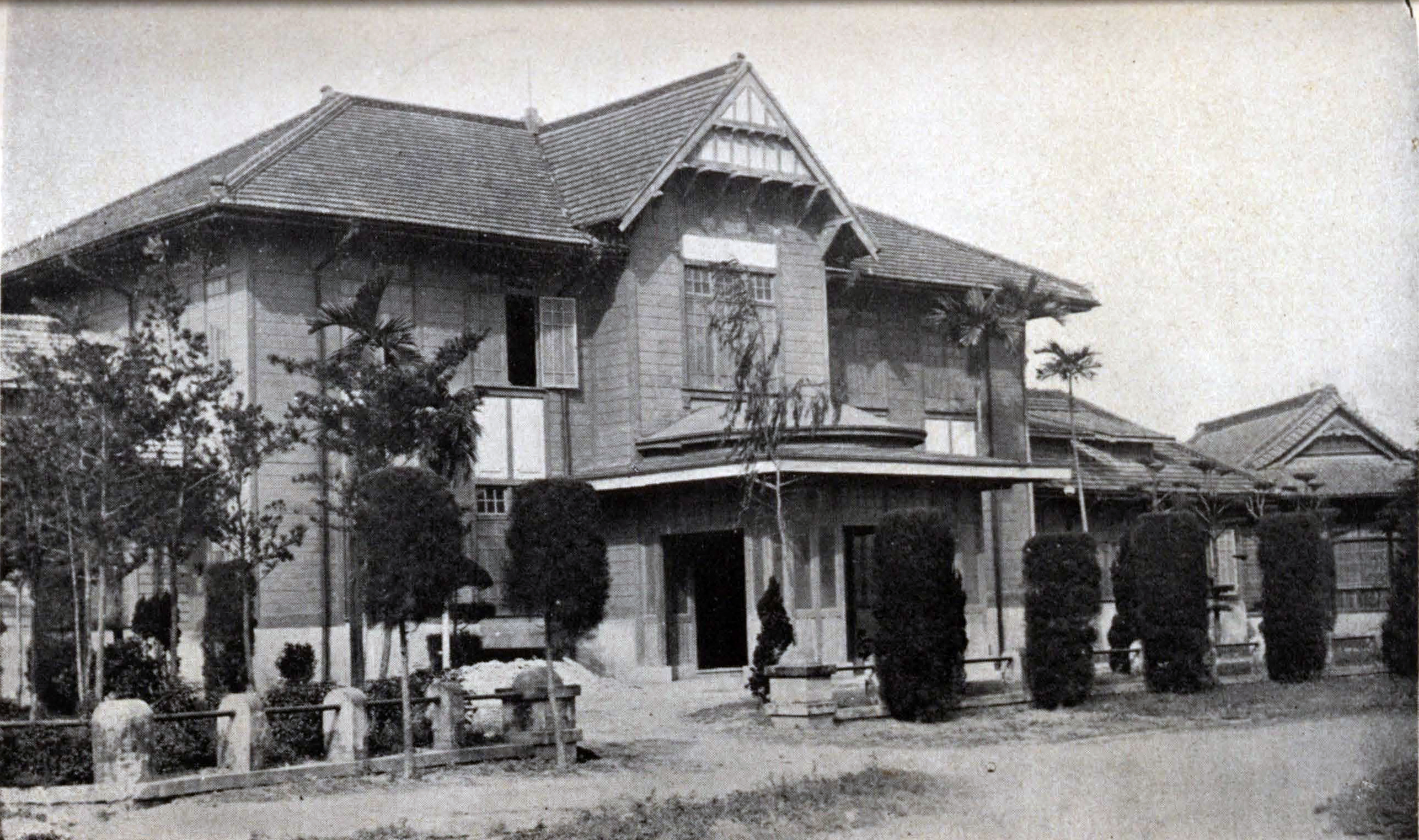
新豐郡役所

新豐郡為臺灣日治時期1920年至1945年設置的行政區劃，隸屬臺南州。於1920年10月合併當時臺南廳的直轄（今臺南市安平、中西、東、南、北區與仁德區、永康區）與關帝廟支廳（今歸仁區、關廟區、龍崎區），分為臺南市及新豐郡。新豐郡緊附台南市外圍，郡役所亦設於台南市，計管轄仁德庄、歸仁庄、關廟庄、龍崎庄、永康庄、安順庄，轄域即今台南市安南區、仁德區、歸仁區、關廟區、龍崎區、永康區等地。早期尚有永寧庄，1940年廢庄後併入臺南市及仁德庄。

## 簡介
新豐之名取自清領時期至1920年使用的堡里─即外新豐里（約為今關廟）與內新豐里（今龍崎）。1940年10月1日，永寧庄被裁撤，鞍子、灣裡併入臺南市，牛稠子、十三甲、車路墘、三甲子、大甲則併入仁德庄。
此外，行政中心新豐郡役所不設在新豐郡，而是在臺南市內。新豐郡在1920年10月1日成立之時，初借彌陀寺辦公，臺南州在1924年即配合市區改正規劃新建新豐郡役所廳舍，但因土地徵收問題使得工程遲遲無法開始，之後在1925年8月才舉行上棟式，同年10月21日舉行落成式，同月27日在新豐郡役所舉辦副業及教育品展覽會，而建築是由臺南州技師田上耕之助規劃設計，地址是臺南市東門町一丁目57番地（今東門圓環西南側）。新豐郡役所為台南關廟道起點，附近亦有東門町驛（戰後改稱東門車站），通往新豐郡各地十分便利。新豐郡役所在1945年第二次世界大戰中受損，戰後稍加修葺後充為衛生所，1981年改為復興市場至今。

### 新豐區
戰後初期，行政區畫並未大幅調整，僅將州廳－郡－街、庄各級行政區改稱縣－區－鎮、鄉，台南州新豐郡改稱台南縣新豐區。1950年區署廢止，所轄之鄉鎮直接隸屬台南縣管轄。但地方、官方（如臺南縣政府網站）仍習以新豐區稱永康、仁德、歸仁、關廟、龍崎等地，但不包括已併入臺南市之原安順庄（今安南區），縣議員選舉時也曾按照此區域劃分選區。當地若干組織及國立新豐高級中學（日治時期稱為新豐專修農業學校，位於今歸仁區）仍以新豐為名。
新豐區緊臨台南市區，形成依偎台南市的都會生活圈，但各鄉生活形態差異極大。臨近原台南市之永康都市化程度最高，人口達23萬餘、為五都改制後台南市的第一大行政區。原安順庄（今安南區）亦有19萬人口，另仁德、歸仁也分別共有七萬、六萬餘人，頗為都市化。另一方面，位於惡地形的龍崎人口僅4,000餘，為縣內人口最少的一鄉，人口甚至少於永康區一些里。
台南市仁德區-歸仁區-關廟區-龍崎區位於日治時期要道「台南關廟線」沿線，被稱為「南關線」。

## 人口
| 街庄名 | 面積 (km²) | 人口 (人) | 人口 (人) | 人口 (人) | 人口 (人) | 人口 (人) | 人口 (人) | 人口密度 (人/km²) |
| 街庄名 | 面積 (km²) | 本籍      | 本籍      | 本籍      | 國籍      | 國籍      | 計        | 人口密度 (人/km²) |
| 街庄名 | 面積 (km²) | 臺灣      | 內地      | 朝鮮      | 中華民國  | 其他外國  | 計        | 人口密度 (人/km²) |
| ------ | ---------- | --------- | --------- | --------- | --------- | --------- | --------- | ----------------- |
| 仁德庄 | 50.7664    | 15,070    | 502       | 0         | 3         | 0         | 15,576    | 307               |
| 歸仁庄 | 55.7913    | 17,601    | 100       | 0         | 9         | 0         | 17,710    | 317               |
| 關廟庄 | 53.6413    | 16,052    | 94        | 0         | 14        | 0         | 16,160    | 301               |
| 龍崎庄 | 64.0814    | 5,597     | 7         | 0         | 0         | 0         | 5,604     | 87                |
| 永康庄 | 40.2753    | 17,170    | 473       | 1         | 18        | 0         | 17,662    | 439               |
| 安順庄 | 109.5699   | 32,900    | 201       | 1         | 8         | 0         | 33,110    | 302               |
| 新豐郡 | 374.1256   | 104,390   | 1,377     | 2         | 53        | 0         | 105,822   | 283               |

## 歷任郡守
| 姓名       | 出身地 | 經歷         | 任期                   | 備註                                               |
| ---------- | ------ | ------------ | ---------------------- | -------------------------------------------------- |
| 荒木藤吉   | 石川縣 |              | 1920年9月－1924年7月   | 原於總督府任職，擔任新豐郡守後調任嘉義郡守         |
| 佐佐波外七 | 石川縣 |              | 1924年12月－1926年10月 | 原任專賣局事務官，擔任新豐郡守後調任新竹州教育課長 |
| 山口尚之   | 東京府 |              |                        |                                                    |
| 本田忠男   | 廣島縣 |              |                        |                                                    |
| 樂滿金次   | 佐賀縣 |              |                        |                                                    |
| 大田周夫   | 廣島縣 |              |                        |                                                    |
| 土光加壽男 | 岡山縣 |              |                        |                                                    |
| 花澤亮一   | 千葉縣 |              |                        |                                                    |
| 藤田正義   | 茨城縣 |              |                        |                                                    |
| 山下若松   | 岡山縣 | 關西大學商科 | 1940年6月－1941年6月   | 原任苗栗郡守，擔任新豐郡守後調任屏東市長           |
| 真藤雅省   | 廣島縣 |              |                        |                                                    |
| 兒玉袈裟雄 | 宮崎縣 |              |                        |                                                    |
| 重村文一   | 山口縣 |              |                        |                                                    |

## 設施
- 新豐郡役所
- 臺南州立結核療養所（今衛生福利部胸腔病院）
- 臺南飛行場（永康機場）
- 臺南測候所臺南飛行場出張所
- 專賣局台南支局安順分室（原安平鹽田船溜暨專賣局臺南支局安平出張所）專賣局台南支局安順分室

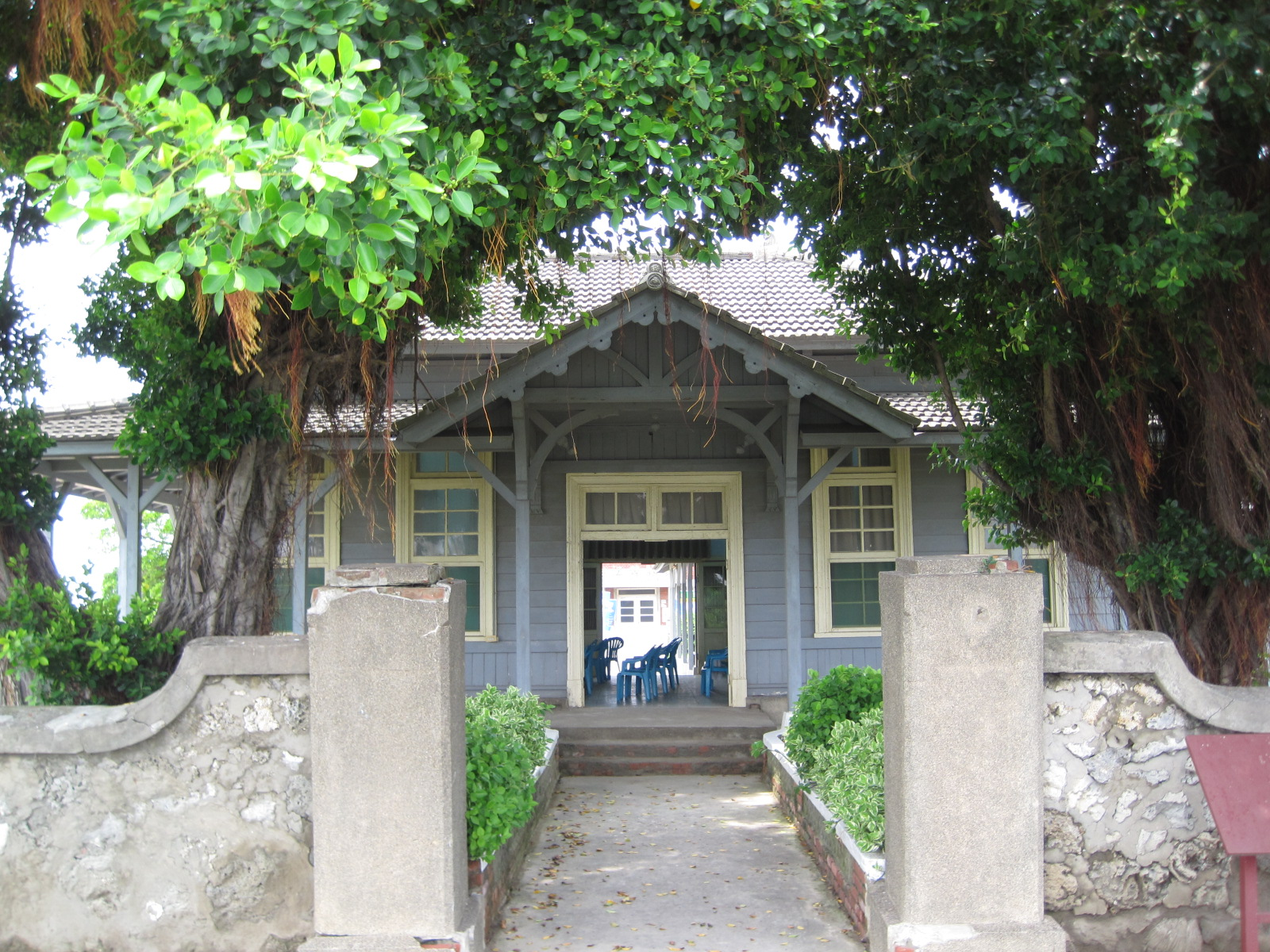
專賣局台南支局安順分室

- 專賣局台南支局灣裡倉庫
- 關廟郵便局
- 新豐郡水利組合（新豐郡役所內）
- 台南州農會新豐郡支會

### 教育

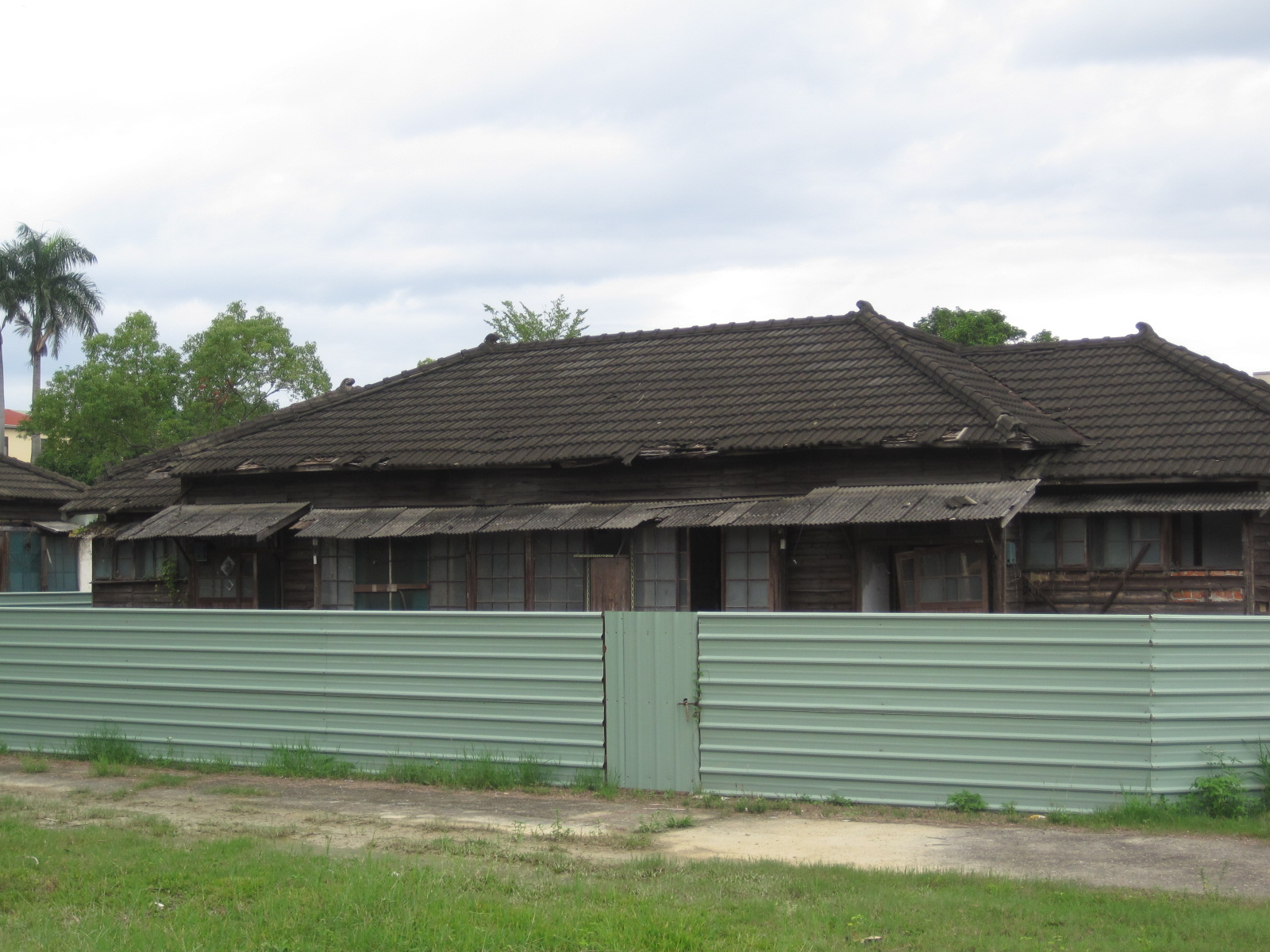
原台南農校日式宿舍群

- 中等教育
  - 台南州立臺南工業學校（今 台南高工）
  - 台南州立臺南農業學校（今 南大附中）原台南農校日式宿舍群

- 實業補習學校
  - 歸仁農業補習學校（今 新豐高中）

### 警政

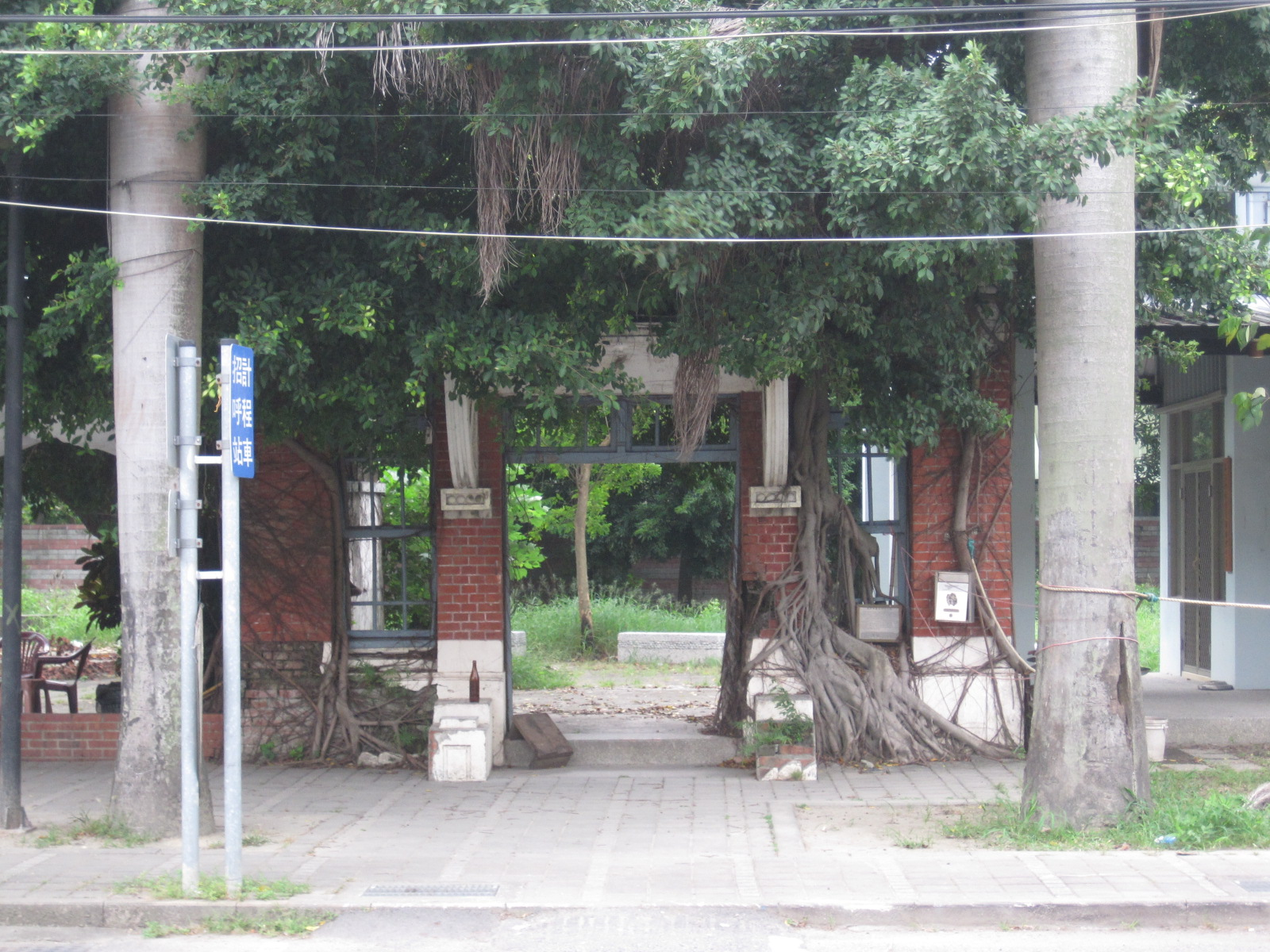
車路墘派出所遺跡

新豐郡警察課直轄安順庄、仁德庄、永康庄的派出所，並另設置「關廟分室」管轄歸仁庄、關廟庄、龍崎庄的派出所。
| 派出所名     | 派出所轄區                                               |
| ------------ | -------------------------------------------------------- |
| 安順派出所   | 安順庄安順、溪心寮（部分）                               |
| 媽祖宮派出所 | 安順庄媽祖宮（部分）、溪心寮（部分）、海尾寮             |
| 四草派出所   | 安順庄媽祖宮（部分）                                     |
| 和順派出所   | 安順庄和順寮                                             |
| 十二佃派出所 | 安順庄學甲寮、公親寮、媽祖宮（部分）、溪心寮（部分）     |
| 土城子派出所 | 安順庄土城子、青草崙                                     |
| 太子廟派出所 | 仁德庄太子廟、一甲                                       |
| 中洲派出所   | 仁德庄中洲、二橋、港墘                                   |
| 仁德派出所   | 仁德庄仁德、新田、崁腳、上崙子、田厝（部分）             |
| 車路墘派出所 | 仁德庄車路墘、大甲、三甲子、牛稠子、十三甲、田厝（部分） |
| 大灣派出所   | 永康庄大灣、西勢                                         |
| 永康派出所   | 永康庄永康、網寮、蜈蜞潭、王田、車行                     |
| 三崁店派出所 | 永康庄三崁店、鹽行、六甲頂、蔦松                         |

| 派出所名     | 派出所轄區                               |
| ------------ | ---------------------------------------- |
| 媽祖廟派出所 | 歸仁庄媽祖廟、八甲（部分）               |
| 歸仁北派出所 | 歸仁庄歸仁北、崙子頂、沙崙、八甲（部分） |
| 歸仁南派出所 | 歸仁庄歸仁南                             |
| 大潭派出所   | 歸仁庄大潭、刣豬厝、林子邊、大苓         |
| 埤子頭派出所 | 關廟庄埤子頭、下湖                       |
| 關廟派出所   | 關廟庄關廟、新埔、五甲                   |
| 龜洞派出所   | 關廟庄深坑子、龜洞、布袋尾               |
| 崎頂派出所   | 龍崎庄崎頂、中坑子                       |
| 龍船派出所   | 龍崎庄番社、龍船                         |

### 神社
- 三崁店社（位於永康庄三崁店）三崁店神社

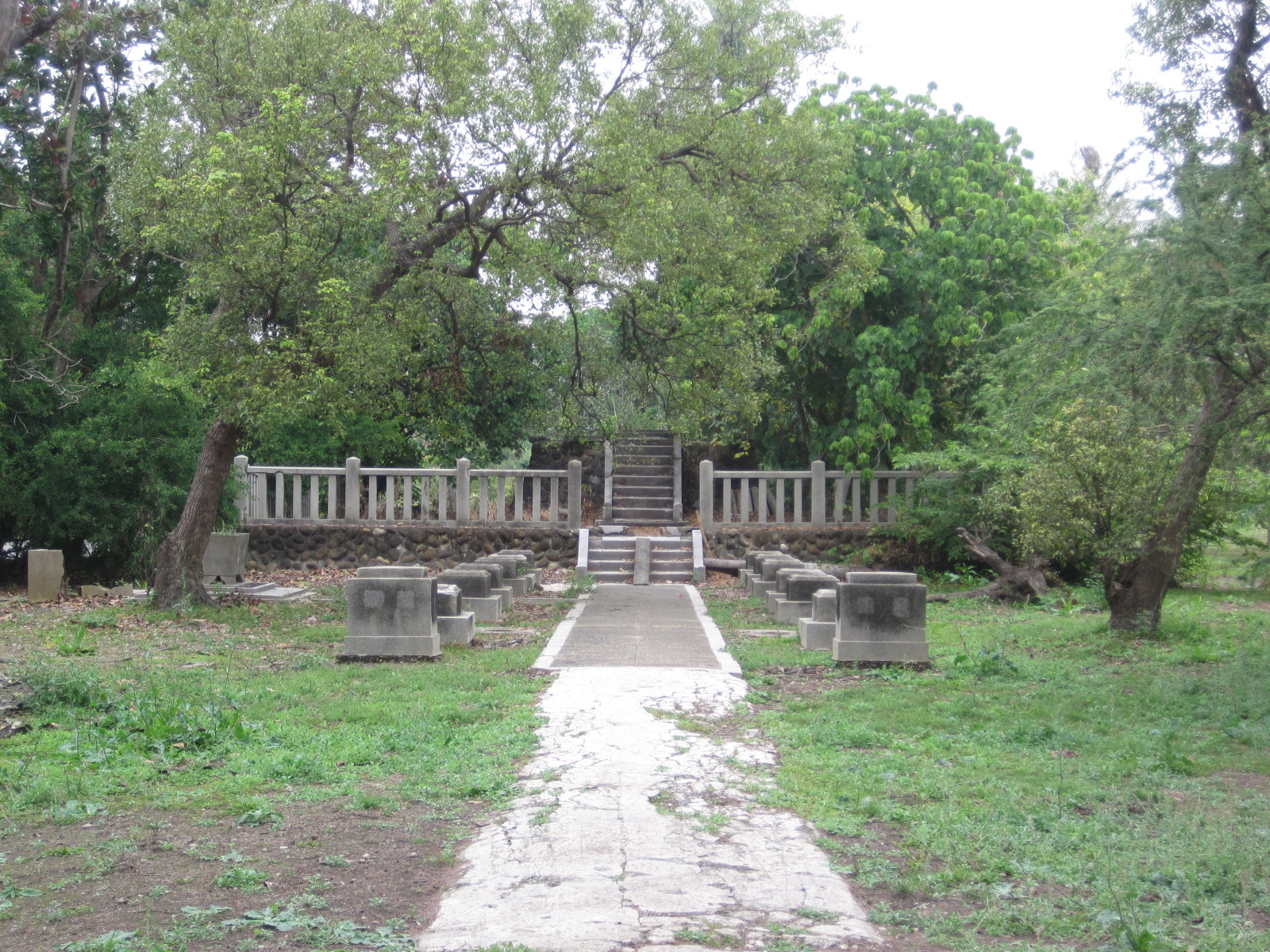
三崁店神社

- 虎山社（位於永康庄牛稠子，車路墘製糖所的構內）

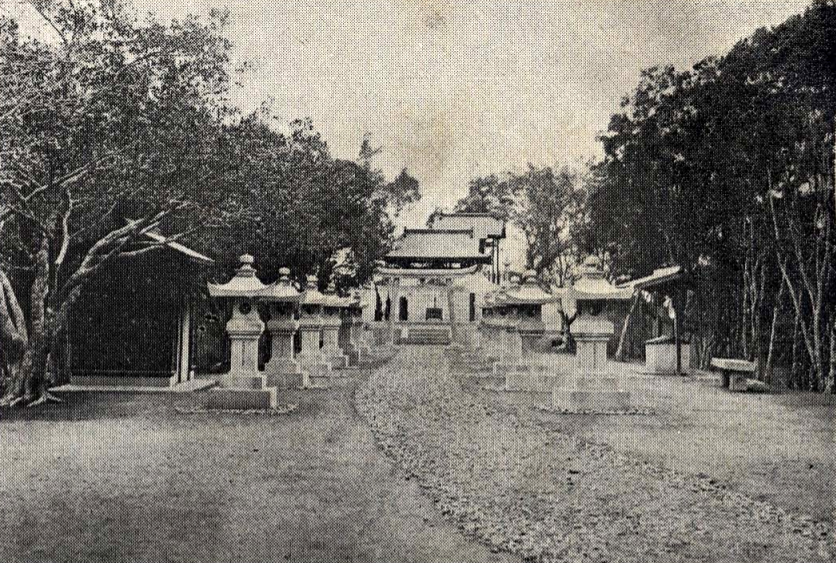
新豐社，位在關廟庄五甲，1934年11月22日興建。

- 新豐社（位於關廟庄五甲）新豐社，位在關廟庄五甲，1934年11月22日興建[8]。

### 公共設施
- 台南農業倉庫（位於歸仁庄）
- 安順農業倉庫（位於安順庄）
- 消費市場
  - 歸仁市場
  - 關廟市場
  - 龍崎市場

- 圖書館
  - 歸仁圖書館（歸仁庄役場內）
  - 關廟圖書館（歸廟庄役場內）

### 產業
- 製糖業
  - 台灣製糖三崁店製糖所（永康糖廠）
  - 台灣製糖車路墘製糖所（仁德糖廠）

- 化工業
  - 鐘淵曹達株式會社台南工場（戰後為臺鹼安順廠）原日本鐘淵曹達工業株式會社台南工場辦公廳舍

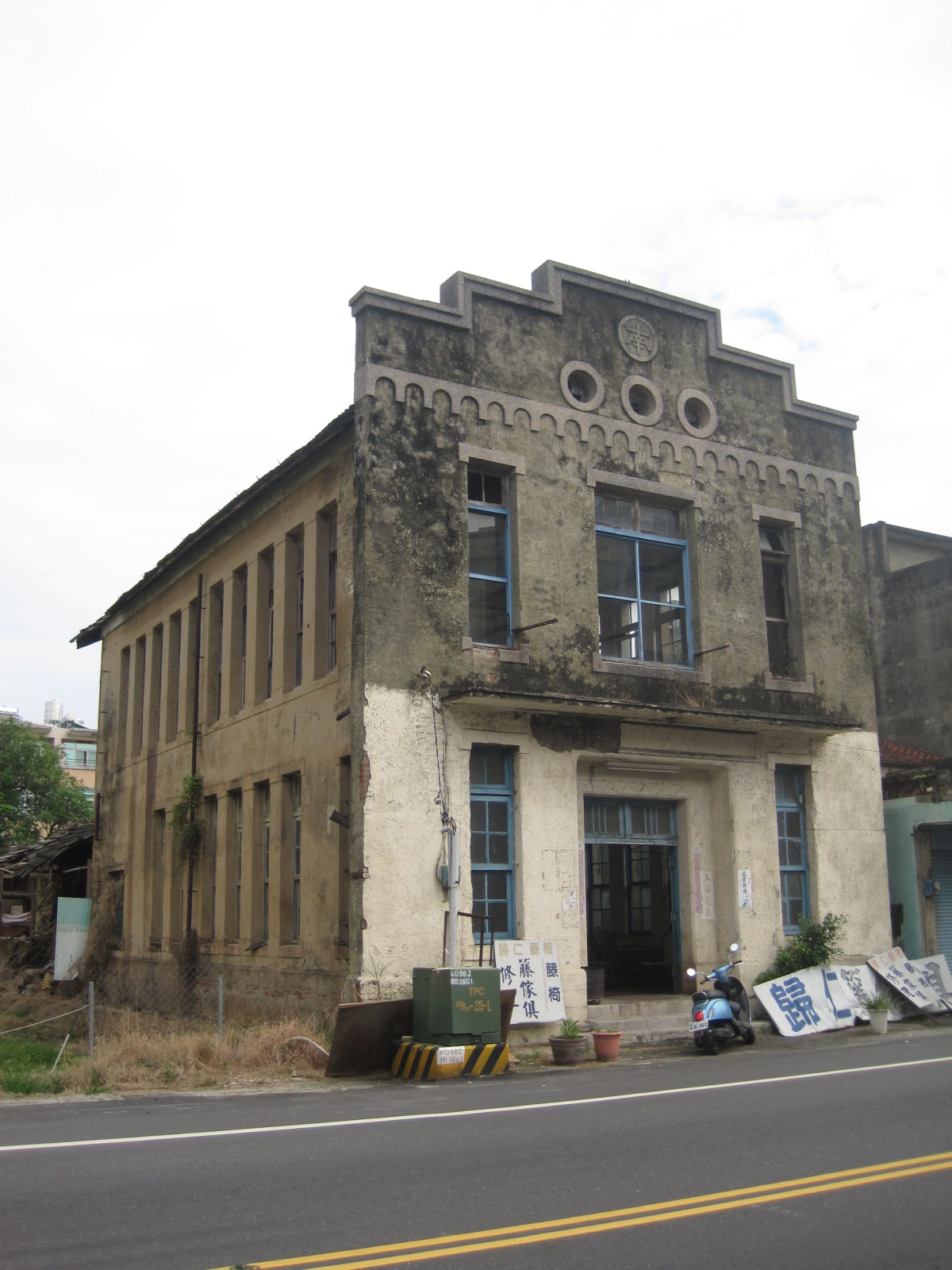
原保證責任歸仁信用購買販賣利用組合辦公廳舍

- 農會
  - 安順信用購買販賣利用組合
  - 永康信用購買販賣利用組合
  - 仁德信用購買販賣利用組合

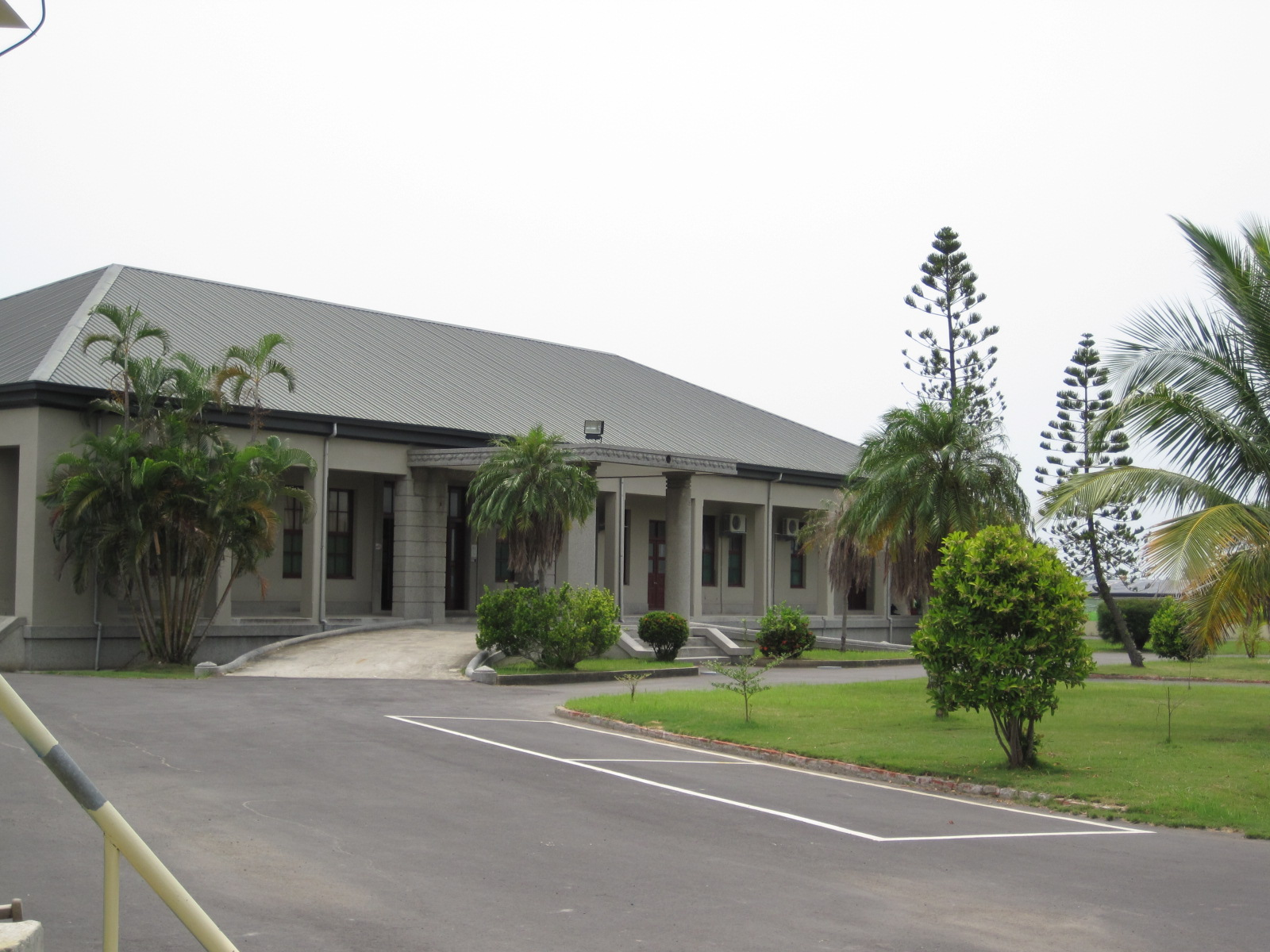
原日本鐘淵曹達工業株式會社台南工場辦公廳舍

  - 歸仁信用購買販賣利用組合原保證責任歸仁信用購買販賣利用組合辦公廳舍
  - 關廟信用購買販賣組合
  - 龍崎信用購買販賣組合